# F/X2: Efectes especials
F/X2, efectes especials (títol original: F/X 2) és una pel·lícula estatunidenca dirigida per Richard Franklin i estrenada l'any 1991. És la continuació del film F/X, efectes de xoc, estrenada l'any 1986. Ha estat doblada al català.

## Argument
L'expert en efectes especials Rollie Tyler és contactat per l'ex-marit de la seva amiga, un policia, que necessitat els seus serveis i de les seves coneixements per ajudar-lo a atrapar un assassí en sèrie. Però el policia és mort i Rollie sospita de policies corruptes. Truca llavors el seu amic Leo McCarthy. Rollie és igualment amenaçat per un assassí que desitja fer-lo desaparèixer.

## Repartiment
- Bryan Brown: Roland "Rollie" Tyler
- Brian Dennehy: Leo McCarthy
- Rachel Ticotin: Kim Brandon
- Joanna Gleason: Liz Kennedy, l'ajudant
- Philip Bosco: Tinent Ray Silak, NYPD
- Kevin J. O'Connor: Matt Neely
- Tom Mason: Mike Brandon, NYPD
- Dominic Zamprogna: Chris Brandon, el fill de Mike
- Jossie DeGuzman: Marisa Velez, l'expert en informàtica de la Policia
- John Walsh: Rado
- Peter Boretski: Carl Becker
- Lisa Fallon: Kylie, el model per Decoy
- Lee Broker: DeMarco
- Philip Akin: Detectiu McQuay
- Tony De Santis: Detectiu Santoni
- James Stacy: Cyborg

## Al voltant de la pel·lícula
- El film és produït per Dodi Al-Fayed, famós per la seva relació amb Lady Di. Ha produït igualment films com Carros de foc, Breaking Glass, Hook o Els Amants del nou món i F/X, efectes de xoc.[3]
- El 1996, una sèrie de televisió adaptada dels dos films veurà la llum: FX, efectes especials. Durarà dues temporades.
- En una escena, Rollie truca Chris per telèfon. Chris està mirant una pel·lícula, que no és una altra que F/X, efectes de xoc.[3]